# Куфтин, Борис Алексеевич
Бори́с Алексе́евич Куфти́н (21 января [2 февраля] 1892, Самара — 2 августа 1953, Лиелупе (часть Юрмалы)) — советский археолог и этнограф, академик АН Грузинской ССР (с 1946).

## Биография
В 1911 году Борис Алексеевич был исключен с физико-математического факультета Московского университета за участие в студенческом революционном движении.
До 1913 года был в эмиграции в Западной Европе.
С 1919 — преподаватель Московского университета. Куфтин читал курсы по этнографии практически всех регионов СССР, а также лекции по теоретической этнографии, методике музейной работы, проводил полевой практикум и т. д. Весной 1919 года Д. Н. Анучин предложил Куфтину, сдавшему экзамены на звание магистра, читать курсы по «народоведению». После смерти Анучина ему было поручено заведовать всем народоведческим циклом на кафедре.
Этнографический отряд РОПИК под руководством Б. А. Куфтина был организован в 1926 году и работал в Крыму.
Он прочёл доклады по этнографии: «О задачах этнологического изучения Крыма», «Песни Крыма» с демонстрацией татарских национальных танцев в исполнении членов РОПИК.
27 сентября 1930 года был арестован по обвинению в контрреволюционной деятельности и выслан на Север сроком на три года, ссылку отбывал в Вологде.
С 1933 до конца жизни работал в Государственном музее Грузии. В 1944 году избран член-корреспондентом АН Грузинской ССР, в 1946 году — действительным членом. Работал в Южной Осетии, Имеретии, изучал абхазские дольмены.
Впервые выделил и описал две важнейшие археологические культуры Кавказа — триалетскую и куро-аракскую. В 1952 году, работая в составе Южно-Туркменской комплексной археологической экспедиции, получил важные данные для освещения древнейшей истории Средней Азии (Анау, Намазга-тепе, Ак-тепе и др.).
Был в дружеских отношениях со многими деятелями советской культуры, в частности с С. Т. Рихтером и Н. Л. Дорлиак.
Жена — известная украинская советская пианистка, педагог, фольклорист, музыкальный деятель Валентина Константиновна Стешенко-Куфтина (1904—1953).
Именем Бориса Куфтина названа улица в Тбилиси.

## Научная деятельность
Борис Алексеевич защитил диссертацию на тему: «Орография Джунгарского Алатау».
В 1920-е руководил экспедициями в Поволжье, Сибири, Крыму, на Кавказе.
В 1926 году вел раскопки в Северной Осетии и на Таманском полуострове.
В 1927 году получил звание профессора и действительного члена ИНАРВОС.
В 1927—1928 годах возглавлял Тунгусскую экспедицию, изучавшую палеоазиатские и тунгусо-маньчжурские народы, проводил раскопки на Байкале и Зее.
В 1934 году участвовал в Абхазской археологической экспедиции под руководством академика И. И. Мещанинова, в последующие годы сам возглавлял экспедиции.
С 1936 по 1940 год вел раскопки в Триалети.

## Сочинения
- «Календарь и первобытная астрономия киргиз-казацкого народа» (Этнографическое обозрение. 1916, No 3—4).
- «Южнобережные татары Крыма» (Крым. 1925, No 1).
- «Жилище крымских татар в связи с историей заселения полуострова (материалы и вопросы)» (М., 1925).
- «Задачи и метод изучения крестьянского жилища Рязанской губернии» (Рязань, 1925).
- «Льяловская неолитическая культура на реке Клязьме в Московском уезде в её отношении к окскому неолиту Рязанской губернии и ранне-неолитическим культурам Северной Европы» (Труды общества исследователей Рязанского края. Вып. 5. Рязань, 1925).
- «Мелкие народности и этно-культурные взаимоотношения на северо-востоке Сибири» (Северная Азия. 1925, No 1—2)
- Материальная культура Русской Мещеры. Ч. 1: Женская одежда: рубаха, понева, сарафан. — М.: [тип. «Тайнинский печатник»], 1926. — илл.+144 с. — (Тр. Гос. музея Центрально-промышленной области, вып. 3).
- «Киргиз-казаки. Культура и быт (применительно к обстановочному залу „Уголок кочевого аула“ в ЦМН)» (М., 1926)
- «Краткий обзор пантеона северного буддизма и ламаизма в связи с историей учения: По мат-лам, выставленным в ЦМН» (М., 1927).
- «Задачи, методы и достижения в изучении костюма Центрально-промышленной области» (Вопросы этнологии Центрально-промышленной области. М., 1927).
- «Новая культура бронзовой поры в бассейне р. Оки на оз. Подборном близ г. Касимова Рязанской губ.» (Материалы к доистории ЦПО. М., 1927).
- «О методе изучения преемственности погребенных и современных племенных культур» (Материалы к доистории ЦПО. М., 1927).
- «Изба „пряха“ и „непряха“ Московского края» (Московский краевед. Вып. 4. М., 1928).
- «Татары касимовские и татары-мишари ЦПО. К вопросу выяснения областных типов и составляющих элементов волго-татарской этнической культуры (Этнические наименования и элементы жилища)» (Культура и быт населения ЦПО. Протоколы совещания. Протокол No 8. М., 1929).
- «Задачи и методы полевой этнологии (тезисы доклада)» (Этнография. 1929, No 2).
- «Археологические раскопки в Триалети (1936—1940 гг.)» (т. 1, Тб., 1941; Гос. пр. СССР, 1942).
- «К вопросу о древнейших корнях грузинской культуры на Кавказе по данным археологии» (Вестник Государственного музея Грузии. Т. 12-В. Тбилиси, 1944).
- «Археологические раскопки 1947 г. в Цалкинском районе» (Тбилиси, 1948).
- «Археологическая маршрутная экспедиция 1945 г. в Юго-Осетию и Имеретию» (Тбилиси, 1949).
- «О некоторых неразъясненных случаях древней иностранной этно- и топонимики Грузии» (Сообщения АН Грузинской ССР. Тб., 1949. Т. 10, № 5).
- «Материалы к археологии Колхиды» (Тб., 1949-50).
- «Археологические изыскания в Рионской низменности и на Черноморском побережье 1935 и 1936 гг.» (Тб., 1950).
- "Работы ЮТАКЭ в 1952 г. по изучению «культур Анау» (Известия Академии наук Туркменской ССР. 1954, No 1)
- «Полевой отчет о работе 14-го отряда ЮТАКЭ по изучению культуры первобытно-общинных оседлоземледельческих поселений эпохи меди и бронзы в 1952 г.» (Труды Южно-Туркменистанской археологической комплексной экспедиции. Ашх., 1956).